# Alfred Körner
Alfred Körner (født 14. februar 1926 i Wien, Østrig, død 23. januar 2020) var en østrigsk fodboldspiller (angriber). Han vandt bronze med det østrigske landshold ved VM i 1954 i Schweiz.
Körner spillede på klubplan størstedelen af sin karriere hos hovedstadsklubben Rapid Wien, hvor han var tilknyttet i hele 17 sæsoner. Han var med til at vinde hele syv østrigske mesterskaber med klubben.
Körner spillede desuden 47 kampe og scorede 15 mål for det østrigske landshold. Han deltog ved både VM i 1954, hvor østrigerne vandt bronze, samt ved VM i 1958. Ved 1954-slutrunden var hans bror, Robert Körner også blandt spillerne.